# Fotbal Club Tighina
Il Fotbal Club Tighina, noto anche come Dinamo Bender, nome del club fino al 2011, è una società calcistica moldava con sede a Tighina. Nella stagione 2011-2012 milita nella Divizia A, seconda serie del calcio moldavo. Il campo per le gare casalinghe è lo Stadionul Selkovic, che può ospitare 1.000 persone.
La divisa sociale presenta una maglia blu, dei pantaloncini neri e dei calzettoni blu.

## Storia
Il club è stato fondato nel 1950 col nome Dinamo Bender. Durante l'appartenenza della Moldavia all'Unione Sovietica il club disputò anche il campionato regionale della RSS Moldavia vincendo otto volte la coppa e sei volte il campionato.
Nella stagione 1991, l'ultimo dell'URSS, disputò la quarta divisione terminando al nono posto
Con l'indipendenza della Moldavia, venne istituito il nuovo campionato nazionale al quale venne ammesso anche il club. Nel campionato d'esordio si classificò al quarto posto, miglior risultato eguagliato anche nel 1994-95. Venne retrocesso in Divizia A al termine del 1997-98 e dopo due stagioni nella seconda serie venne retrocesso di nuovo in Divizia B, terzo ed ultimo livello del calcio moldavo. Rimase in questa categoria solo un anno prima di approdare nuovamente in Divizia A e nel 2005 tornò nel massimo torneo nazionale.
Rimase sei stagioni con un quinto posto raggiunto nel 2008-09 prima di retrocedere al termine della stagione 2010-2011, terminata all'ultimo posto con 118 reti subite nelle 39 partite. Cambia ulteriormente nome e riprende il vecchio FC Tighina e si classifica al dodicesimo posto in Divizia A

## Colori e simboli
Nello stemma del club è raffigurata la fortezza cittadina.

## Nomi ufficiali
Nella sua storia, il Tighina ha cambiato più volte nome:
- 1950: Burevestnik Bender
- 1959: Lokomotive Bender
- 1960: Nistru Bender
- 1969: Pishevik Bender
- 1989: FC Tighina
- 1996: Dinamo Tighina
- 1999: Dinamo-Stimold Tighina
- 2001: Dinamo Bender
- 2011: FC Tighina

## Palmarès

### Competizioni nazionali
- Divizia A: 1

2004-2005
- Divizia B: 2

2000-2001, 2018 (girone centro)